# Ihor Łeonow (ur. 1967)
Ihor Iwanowycz Łeonow, ukr. Ігор Іванович Леонов, ros. Игорь Иванович Леонов, Igor Iwanowicz Leonow (ur. 14 września 1967 w Kerczu, w obwodzie krymskim) – ukraiński piłkarz grający na pozycji obrońcy, a wcześniej pomocnika lub napastnika, trener piłkarski.

## Kariera piłkarska

### Kariera klubowa
Wychowanek Szkoły Piłkarskiej w Kerczu. W 1984 rozpoczął karierę piłkarską w miejscowej drużynie Okean Kercz, skąd przeszedł do Tawrii Symferopol. W 1988 roku przeniósł się do Szachtara Donieck. Po zakończeniu sezonu 1991 wyjechał do Austrii, gdzie bronił barw klubów VSE Sankt Pölten i Favoritner AC Wiedeń. Na początku 1993 powrócił do Szachtara Donieck. Wiosną 1996 został wypożyczony do Kreminia Krzemieńczuk, a wiosną 2000 do Metałurha Donieck. Jesienią 2000 próbował swoich sił w drugoligowym chińskim klubie, ale po 15 dniach opuścił klub. W marcu 2001 rozegrał 1 mecz w składzie Zorii Ługańsk, a potem występował w rosyjskich klubach Wołgar-Gazprom Astrachań i Gazowik-Gazprom Iżewsk. Jesienią 2001 zakończył karierę piłkarską.

## Kariera trenerska
Po zakończeniu kariery piłkarskiej rozpoczął pracę trenerską. Najpierw szukał talenty dla klubu Szachtar Donieck. Po trzech latach został trenerem w Akademii Piłkarskiej Szachtara Donieck. W grudniu 2010 został zaproszony do sztabu szkoleniowego Illicziwca Mariupol, a od 6 października 2011 pełnił obowiązki głównego trenera klubu. W 2012 opuścił mariupolski klub.
16 stycznia 2019 stał na czele Arsenału Kijów.

## Sukcesy i odznaczenia

### Sukcesy klubowe
- wicemistrz Ukrainy: 1994, 1997, 1998, 1999
- zdobywca Pucharu Ukrainy: 1995, 1997

### Odznaczenia
- tytuł Mistrza Sportu ZSRR: 1987